# Cyathodium africanum
Cyathodium africanum là một loài rêu trong họ Targioniaceae. Loài này được Mitt. mô tả khoa học đầu tiên.